# Ratiborer Pfefferkuchen
Ratiborer Pfefferkuchen (polnisch Raciborskie pierniki, schlesisch Ratteborer Pfafferkucha) sind eine traditionell handwerklich hergestellte Lebkuchenvariante in verschiedenen Sorten, die aus dem oberschlesischen Ratibor (Racibórz) kommen. Er unterscheidet sich prinzipiell durch eine längere Lagerung und Reifung des Grundteiges vor dem Backen von anderen Leb- und Honigkuchenvarianten. Der Ratiborer Pfefferkuchen war und ist dabei kein typisches Saisonprodukt. Er wird auch noch heute ganzjährig hergestellt und in den Pfefferküchlereien der Stadt sowie auf den Märkten der Region angeboten.